# Autoritat Portuària de Barcelona
L'Autoritat Portuària de Barcelona (APB) és l'organisme públic encarregat de la gestió del Port de Barcelona, posat en funcionament l'1 de gener de 1993, en entrar en vigor la Llei 27/1992, de 24 de novembre, de Ports de l'Estat, substituint l'entitat Port Autònom de Barcelona. Va passar llavors a operar, a més del de Barcelona, 20 fars, des de Portbou fins a Vilanova i la Geltrú. El sistema portuari de titularitat estatal està constituït per un total de 28 autoritats portuàries i l'organisme públic Ports de l'Estat, dependent del Ministeri de Foment. L'APB es regeix pel Reial decret legislatiu 2/2011, de 5 de setembre, pel qual s'aprovà el text refós de la Llei de Ports de l'Estat i de la marina mercant.
El Port de Barcelona, com a Port d'Interés General i infraestructura crítica, disposa d'una Policia Portuària pròpia, també coneguda com a Cos de Guardamolls. El 2017 els seus representants sindicals van defensar la necessitat d'armar-ne els agents, que col·laboren habitualment amb la resta de cossos policials per reduir la incidència del fenomen "top-manta", entre d'altres. El 2020 el cos va participar en tasques d'assistència a la població durant la crisis del COVID-19.
El 2020 el seu director era José Alberto Carbonell Camallonga, que va passar a ser el president el dia 31 d'octubre de 2024.

## Presidents
- Josep Munné i Costa (1993-1995)
- Antoni Pujol i Niubó (1995-1996)[7]
- Joaquim Tosas i Mir (1996-2004)[8]
- Joaquim Coello Brufau (2004-2006)
- Jordi Valls i Riera (2006-2011)
- Sixte Cambra i Sànchez (2011-2018)
- Mercè Conesa i Pagès (2018-2021)[9]
- Damià Calvet i Valera (2021-2022)
- Josep Lluís Salvadó i Tenesa (2022-2024)[10]
- José Alberto Carbonell (2024-actualitat)[11]